# Parti populaire (Papouasie-Nouvelle-Guinée)
Pour les articles homonymes, voir Parti populaire.
Le Parti populaire (en anglais : People's Party) est un parti politique en Papouasie-Nouvelle-Guinée.
Fondé le 6 novembre 2006, le parti a initialement pour chef de son groupe parlementaire Peter Ipatas. Sous la direction de ce dernier, le parti remporte deux sièges aux élections législatives de 2007 et six à celles de 2012. Peter Ipatas ayant démissionné du parti en 2017 pour devenir membre du parti Congrès national populaire (avant de redevenir membre du Parti populaire en 2019), William Tongamp (en) mène le parti aux élections de 2017 (deux sièges) et de 2022 (quatre sièges). Ayant été battu dans sa circonscription aux élections de 2022, William Tongamp est remplacé comme chef du parti par Lino Tom.
Depuis sa création, le Parti populaire a généralement fait partie des coalitions au pouvoir. Il soutient ainsi le gouvernement de Sir Michael Somare de 2007 à 2011, John Pundari étant nommé ministre des Mines de 2010 à 2011,, et obtient deux ministères dans le gouvernement de Peter O'Neill pour la législature 2012-2017 : John Pundari au ministère de l'Environnement et Davis Steven au ministère de l'Aviation civile,,. Dans le premier gouvernement de James Marape de 2020 à 2022, Wake Goi est le ministre du Développement local, de la Jeunesse et des Cultes ; dans le second gouvernement Marape après les élections de 2022, le parti demeure membre de la majorité parlementaire mais n'obtient pas de ministère,.
Le Parti populaire a surtout des ancrages locaux. Sir Peter Ipatas est le gouverneur de la province d'Enga depuis 1997, tandis que William Tongamp (en) est le gouverneur de la province voisine de Jiwaka, également dans la région des Hautes-Terres, de 2012 à 2022. Pourtant, des quelque 4 000 membres du parti à jour de cotisation en 2021, la moitié sont résidents de la capitale nationale, Port Moresby.
Les priorités annoncées par le parti en amont des élections de 2022 sont la lutte contre la corruption ; l'accès à l'éducation ; demander l'aide de l'Australie et de la Nouvelle-Zélande pour garantir la sécurité de la population, l'État de droit et la lutte contre la délinquance et la criminalité ; et l'octroi de prêts au logement pour les nouveaux employés du service public.